# Black Watch
The Black Watch Battalion, Czarna Straż, 3rd Battalion, The Royal Regiment of Scotland (3 SCOTS) – szkocki batalion piechoty.

## Historia
W 1725 roku powstało 6 kompanii szkockich wystawianych przez klany Campbell, Munro, Grant i Fraser. Kompanie rozlokowano po całej Szkocji, a ich zadaniem było niedopuszczenie do walk między klanami i egzekwowanie zakazu posiadania broni. Jedna z kompanii została utworzona w Aberfeldy. W 1739 roku utworzono 4 dodatkowe kompanie i z całości sformowano 42 pułk.  Zasadą stało się rekrutowanie do niego tylko Szkotów.
Chrzest bojowy pułk przeszedł pod Fontenoy w 1745 roku, gdzie, pomimo przegranej Brytyjczyków, wyróżnił się walecznością.  Następnie brał udział w działaniach zbrojnych przeciwko Indianom amerykańskim, walcząc m.in. pod Ticonderogą, oraz w wojnie o niepodległość Stanów Zjednoczonych.
W latach 1801–1815 42 pułk działał w składzie sił brytyjskich walczących przeciw Napoleonowi. Szlak bojowy rozpoczął w Egipcie, a skończył pod Waterloo. Następnie uczestniczył w wojnie krymskiej i działaniach w Indiach.
W 1881 roku 42 pułk połączony został z później powstałym 73 pułkiem z Perthshire, które stały się odpowiednio 1 i 2 batalionem nowo sformowanej jednostki o nazwie The Black Watch. W nowym składzie wziął udział w walkach w Egipcie w 1882 roku i II wojnie burskiej (1899–1902).
W czasie I wojny światowej pułk uczestniczył w działaniach bojowych we Francji, Flandrii, Palestynie i Mezopotamii. Wziął udział m.in. w bitwach nad Marną, pod Neuve-Chapelle, Arras, Ypres, Passchendeale, Loos oraz nad Sommą. 2 batalion brał udział w oblężeniu Al-Kut, zajęciu Bagdadu i w bitwie pod Megdido. Żołnierze pułku zyskali sobie przezwisko „Die Damen aus der Hölle” (Panie z piekła) z powodu swojej waleczności i noszonych w walce kiltów. W II wojnie światowej pułk wziął udział w składzie 51 Dywizji Piechoty (Highland) uczestnicząc w obronie Krety, bitwach pod El-Alamein i Tobrukiem, inwazji na Sycylię, lądowaniu w Normandii, bitwach pod Caen i Falaise. Uczestniczył także w powstrzymaniu kontrofensywy niemieckiej w Ardenach oraz w przekraczaniu Renu.
Po II wojnie światowej regiment brał udział w wojnie koreańskiej, tłumieniu powstania Mau Mau w Kenii oraz w konflikcie w Irlandii Północnej. Żołnierze pułku stacjonowali też w garnizonie w Hongkongu, który przekazali w 1997 roku Chińskiej Armii Ludowo-Wyzwoleńczej.
W marcu 2003 roku 1 batalion wziął udział w II wojnie w Zatoce Perskiej, uczestnicząc w zajęciu Az-Zubayr i Basry. W czerwcu 2003 roku batalion powrócił do kraju, jednakże w lipcu 2004 roku ponownie wysłano go do Iraku, gdzie uczestniczył w działaniach bojowych w rejonie Faludży.
W 2006 roku, w wyniku reformy sił zbrojnych pułk Black Watch został zredukowany do stanu batalionu i włączony w skład nowej jednostki – Royal Regiment of Scotland jako 3 batalion.

## Współczesność
Od 2006 roku Black Watch jest częścią Royal Regiment of Scotland jako 3 batalion (3 SCOTS). Wchodzi w skład 51 Brygady Piechoty. W 2007 roku przemieszczono go z Palace Barracks w Belfaście do Fort George w Inverness. 
Od 2009 roku batalion realizuje zadania w Afganistanie.
Główne koszary batalionu znajdują się w Fort George w Inverness. Batalion obejmuje trzy hrabstwa - Perthshire, Kinrossshire oraz Fife.
Batalion składa się z pięciu kompanii - 4 kompanie Armii Regularnej [Regular Army] oraz 1 kompanii Armii Terytorialnej [Territorial Army]. Identyczną nazwę nosi batalion kadetów - The Black Watch Battalion ACF, składający się z 4 kompanii (Alma, Burma, Korea oraz Ypres), swoich nowych członków rekrutuje w 3 hrabstwach, posiada 19 placówek.

## Umundurowanie
Wyróżnikiem pułku był tartan klanu Campbell zwany „Government” oraz granatowy beret (Balmoral bonnet) z czerwonym pióropuszem (red hackle).
Po 2006 roku żołnierze Black Watch, jako 3 batalionu RROS noszą standardowy dla pułku tartan "Government No.1A" oraz beret Glengarry. Do munduru polowego nosi się beret khaki Tam O’Shanter z czerwonym pióropuszem.

## Honorowi Szefowie
- 1912: Król Jerzy V
- 1937: Elżbieta, Królowa-Matka
- 2003: Karol, Książę Walii